# آسوکا لانگلی سوریو
آسوکا لانگلی سوریو (به ژاپنی: 惣流・アスカ・ラングレー، به لاتین: Sōryū Asuka Rangurē) یک شخصیت خیالی از سری انیمه ژاپنی نئون جنسیس اونگلیون است که توسط استودیوی گایناکس خلق شده است. او ابتدا در سریال اصلی انیمه ظاهر شد و سپس در فیلم‌های انیمیشنی این فرنچایز و رسانه‌های مرتبط حضور یافت. در نسخه ژاپنی، یوکو میامورا صداپیشگی آسوکا را در تمامی نمایش‌های انیمیشنی و محصولات مرتبط بر عهده دارد.
در این فرنچایز، آسوکا به عنوان کودک دوم شناخته می‌شود و خلبان پرانرژی روبات غول‌پیکری به نام اونگلیون واحد-۰۲ است که برای آژانس ویژه نِرو در برابر دشمنانی به نام فرشتگان می‌جنگد. به دلیل تروماهای دوران کودکی، او شخصیتی رقابتی و برون‌گرا پیدا کرده تا مورد توجه دیگران قرار گیرد و هویت خود را تأیید کند. در اونگلیون نسخه جدید سینمایی: ها، نام خانوادگی ژاپنی او به Shikinami (式波) تغییر کرده و پیشینه و شخصیت او تفاوت قابل‌توجهی با نسخه تلویزیونی‌اش دارد.
کارگردان و خالق مجموعه، هیده‌آکی آنو، در ابتدا قصد داشت آسوکا را به عنوان شخصیت اصلی داستان قرار دهد. اما یوشیوکی ساداموتو، طراح شخصیت، از آنو خواست که یک شخصیت مرد را به عنوان قهرمان اصلی بگنجاند، که در نتیجه، آسوکا به هم‌بازی شینجی ایکاری تبدیل شد. آنو روان‌شناسی او را بر اساس شخصیت خودش طراحی کرد، به طوری که حالات روحی خود را در شخصیت او منعکس کرد، بدون اینکه دقیقاً برنامه‌ای برای مسیر تکامل شخصیت او داشته باشد. در طول پخش سریال، آنو برنامه‌های خود را تغییر داد و تحول شخصیت آسوکا را به سمت درد و رنج بیشتر سوق داد، که این روند برخلاف انتظارات طرفداران بود. همچنین، صداپیشه ژاپنی آسوکا، میامورا، تأثیر زیادی در شکل‌گیری شخصیت او داشت و در تعیین برخی از جزئیات و دیالوگ‌های او نقش داشت.
آسوکا در نظرسنجی‌های محبوبیت سریال همواره رتبه بالایی کسب کرده و در فهرست محبوب‌ترین شخصیت‌های انیمه‌ای ژاپن نیز ظاهر شده است. همچنین، محصولات و کالاهای مرتبط با او، به‌ویژه فیگورهای اکشن، با استقبال گسترده‌ای مواجه شده‌اند. برخی از منتقدان، غرور و شخصیت پرتکبر او را خسته‌کننده و آزاردهنده توصیف کرده‌اند، در حالی که دیگران پیچیدگی روان‌شناختی و واقع‌گرایی او را ستوده‌اند. آسوکا یکی از موفق‌ترین و تأثیرگذارترین نمونه‌های شخصیت‌های تسوندِره است، نوعی شخصیت که رفتار خشن و مغرورانه را با جنبه‌ای لطیف و آسیب‌پذیر پنهان‌شده ترکیب می‌کند و در تعریف این تیپ شخصیتی نقش مهمی داشته است.

## پانويس
1. ↑  "惣流・アスカ・ラングレー". The End of Evangelion Theatrical Pamphlet (به ژاپنی). Gainax. 1997. She is one quarter German and Japanese, but her nationality is American
2. ↑  "Characters glossary in Gainax website". «Japanese: 日本と独国の血が入ったクォーターであり、国籍はアメリカ。 English: She is a Japanese-German blood quarter and her nationality is American.».
3. ↑  The Essential Evangelion Chronicle: Side B (به فرانسوی). Glénat Editions. 2010. p. 14. ISBN 978-2-7234-7121-3.
4. ↑  Evangelion Chronicle (به ژاپنی). Vol. 3. «Japanese: 国籍アメリカ合衆国 - English: Nationality: United States of America». Sony Magazines. p. 6.{{cite book}}:  نگهداری CS1: سایر موارد (link)
5. ↑  "惣流・アスカ・ラングレー". Neon Genesis Evangelions The Master Guide 新世紀エヴァンゲリオン2ザ・マスターガイド (به ژاپنی). «Japanese: 日本人とドイツ人の血が入ったクォーターで、国籍はアメリカ。English: She is a quarter of Japanese and German blood, and her nationality is American». MediaWorks. 2003. ISBN 4-8402-2585-0.{{cite book}}:  نگهداری CS1: سایر موارد (link)